# Ingemar Carlsson (civilingenjör)
För andra med samma namn, se Ingemar Carlsson.
Lars Ingemar Carlsson, född den 29 december 1933 i Övertorneå församling i Norrbottens län, är en svensk ingenjör.
Carlsson tog 1957 civilingenjörsexamen vid Kungliga Tekniska högskolan i Stockholm och 1984 ekonomisk examen vid Stockholms universitet. Han var 1957–1962 forskningsingenjör 2. gr. vid Flygförvaltningen (FF), 1962–1968 sektionschef vid Flygelektrobyrån i FF och 1968–1980 byråchef för Flygelektrobyrån i FF. Åren 1980–1982 var han chef för Stridsledningsavdelningen vid Huvudavdelningen för flygmateriel vid Försvarets materielverk (FMV) och 1982–1991 teknisk direktör vid generaldirektörsstaben på FMV.
Ingemar Carlsson invaldes 1983 som ledamot av Kungliga Krigsvetenskapsakademien.